# Achthophora
Achthophora is een kevergeslacht uit de familie van de boktorren (Cerambycidae). De wetenschappelijke naam van het geslacht werd voor het eerst geldig gepubliceerd in 1842 door Newman.

## Soorten
Achthophora omvat de volgende soorten:
- Achthophora alma Newman, 1842
- Achthophora annulicornis Heller, 1924
- Achthophora costulata Heller, 1923
- Achthophora ferruginea Heller, 1924
- Achthophora humeralis (Heller, 1916)
- Achthophora sandakana Heller, 1924
- Achthophora trifasciata Heller, 1924
- Achthophora tristis Newman, 1842